# 페데리코 (나폴리)

문장.

페데리코 1세 디 나폴리(이탈리아어: Federico I di Napoli, 1452년 4월 19일 - 1504년 11월 9일)는 1496년부터 1501년까지 통치했던 트라스타마라 가문의 나폴리 방계 가문 출신의 마지막 나폴리의 군주이다. 그는 페르디난도 1세와 이사벨라 디 타란토 사이에 태어난 차남이고, 전임자인 페르디난도 2세의 작은 아버지이다.
프랑스 국왕 루이 12세와 페데리코의 유명한 친척 아라곤 국왕 페르난도 2세의 단합은 계속해서 나폴리와 시칠리아에 대한 루이의 전임자 샤를 8세의 권리를 주장을 했다. 1501년에 그들은 페데리코를 폐위시키며 초창기에는 나폴리를 루이에게 넘겨주었지만, 1504년에 페르난도 2세가 나폴리를 점령하면서 나폴리는 스페인 왕위 계승 전쟁이 끝이 날때까지 스페인의 영토로 남게되었다.

## 생애

### 어린 시절과 교육
나폴리에서 페르디난도 1세와 이사벨라 디 타란토의 아들로 태어나, 1496년에 아들을 두지 못하고 27세에 이른나이로 사망한 조카 페르디난도 2세를 이어 왕위에 올랐다.
그는 1452년 4월 19일 카푸아노 성에서 세례를 받았고 그의 대부는 알폰소에게 외교적 목적으로 알폰소를 방문했던 프리드리히 3세였다.
그의 아버지 페르디난도 1세는 1458년 6월 27일에 알폰소 1세(페데리코의 조부)가 사망하자 나폴리의 왕위를 계승했고 아들에게 안드레아 다 카스텔포르테, 조반니 엘리시오 칼렌치오, 지롤라모 발다사레, 오페리아노 포르티 등의 교사들을 붙여주었다.

### 페란테 왕 시절
1464년에 그의 아버지와 함께 타란토에서 살던 시절, 그는 밀라노 공작의 누이이자 그의 형 알폰소의 약혼녀인 이폴리타 마리아 스포르차의 밀라노에서 나폴리까지의 에스코트를 이끌것을 명받았다. 그는 1465년 3월 18일 320명의 기수들과 함께 나폴리를 떠났고 길을 향하던 중 3월 30일에 그의 어머니 사망 소식을 알게되었다. 그는 1465년 4월 2일 로마에서 교황 바오로 2세에게 황금 장미장을 받았다. 그리고나서 그는 시에나와 피렌체를 방문했고 4월 17일 로렌초 데 메디치에게 환대를 받았다. 그후 그는 밀라노에 도착하여 6월 7일까지 머물다, 신부에게서 나폴리로 돌아가라는 명을 받았다. 그는 왔던 길을 되돌아가다 결혼식을 취소하겠다고 협박한 밀라노 공작 때문에 외교가 다시 열릴 때까지 시에나에서 머물러야했다. 그는 9월 14일 나폴리로 돌아왔다.

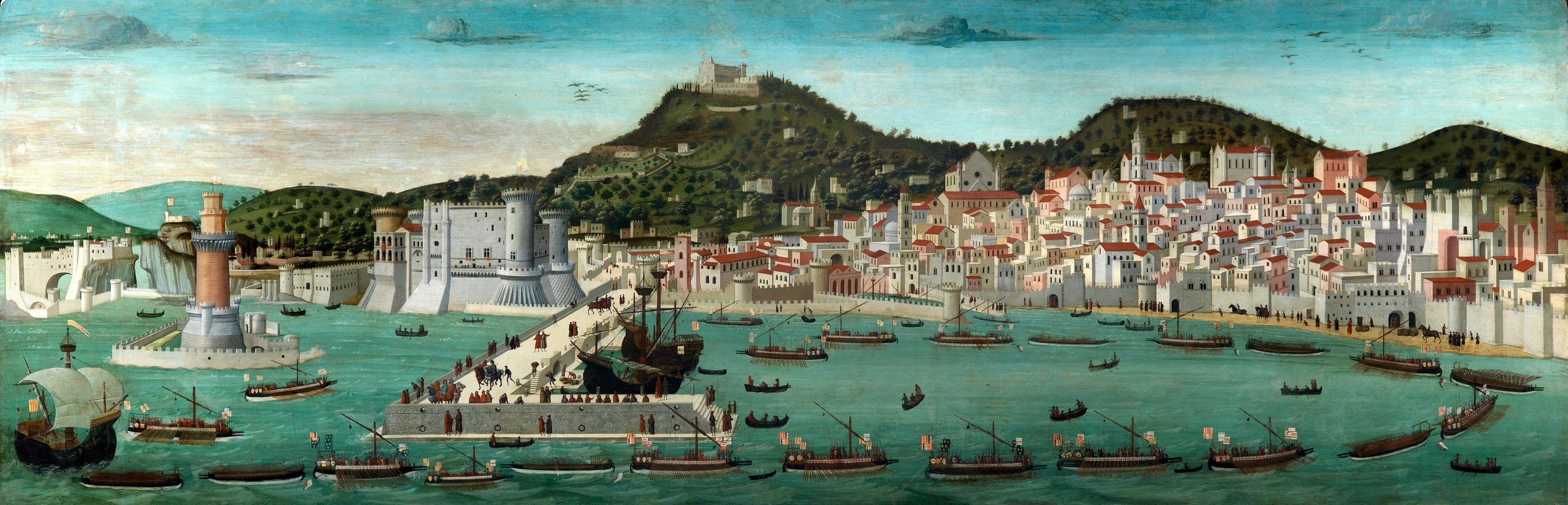
15세기 나폴리. 라 타볼라 스트로치(La Tavola Strozzi)는 1465년 이스키아 전투 이후 페르디난도 1세의 함대의 개선식에서 이 작품을 받쳤을 것이다

1464년부터 1473년 동안 그는 신하로서 충성의 대가로서 받은 카피타나타, 바리, 오트란테에서 국왕의 군 사령관으로서 복무했고, 세금 징수와 베네치아 공화국과 맺은 무역 협약 감시 역할을 했다. 그는 또한 외교활동에도 참여했다. 그는 1472년 3월 아브레사와 나폴리에서 로마의 중요 관리이자 세니갈리아의 군주, 교황 식스토 4세의 조카인 조반니 델라 로베레를 맞이했고 1473년 8월 30일에는 파엔차의 군주 카를로 만프레디를 대접했다.

### 외교와 결혼 주선
1470년 4월 초 부르고뉴의 용담공 샤를이 외딸 마리를 페데리코와 혼인시키기 위해 제안을 해왔고, 그 계획은 부르고뉴 공국과 나폴리 왕국 사이에 동맹 협약이 맺어진 후인 1471년 11월에 형태를 잡아갔다.
당대 가장 부유한 상속녀 중 한 명으로서, 수많은 귀족들이 부르고뉴의 마리와 결혼하려 했었다. 그녀의 구혼자에는 카톨릭 군주 페르난도, 니콜라 드 로렌, 필리베르토 1세 디 사보이아, 클래런스 공작 조지 플랜태저넷, 샤를 드 기옌 같은 많은 공작들과 군주들이 포함됐었다. 루이 11세는 스스로를 아라곤 또는 나폴리 군주로 표현하는 것과 함께, 그가 계승하려했던 멘 지역이 있는 부르고뉴의 영토를 상대로 앙주의 권리를 교환했다.
1472년 2월, 페르디난도는 계획에 보태기 위해 페데리코를 받아들였고 부르고뉴의 특사는 용담공 샤를이 그 부분에 대해서는 그의 선택을 멈추어서는 안되었다고 주장했다. 하지만 이 바람들은 용담공 샤를이 1472년 5월 25일 아라스에서 서명을 하고, 같은 해 5월 27일에 니콜라가 서명을 한 부르고뉴 공작과 로렌 공작 끼리 서로 마친 동맹의 결과로서, 마리가 나폴리와 아라곤에 대한 권리를 주장하던 로렌의 니콜라와 약혼을 맺으며 나폴리 궁전에서 교육을 받고 있던 여름에 산산조각났다. 마리는 1472년 6월 13일에 약혼식에 대한 그녀의 동의를 보냈고, 니콜라는 같은 날에 그녀에게 "몽서에노"(Mons-en-Hainaut)를 주었다.
1472년 10월, 새로운 부르고뉴 대사가 나폴리 왕과 용담골 샤를의 관계와 마리와의 약혼에 대해 안심을 시키기 위해 나폴리에 도착했다. 그들은 떠나면서 종자 두명을 남겨 페데리코에게 프랑스어를 가르치도록 했다. 용담공 샤를은 그의 딸의 혼인을 외교 도구로서 사용했다.
마리와 니콜라의 약혼은 성과를 이루지 못했다. 1472년 10월 5일, 보르부아르에 있는 샤를의 캠프에서 니콜라는 두 공작 사이의 동맹을 위태롭게하지 않기 위해 약혼을 포기하였다. 마리는 12월 3일에 약혼 포기를 선언하였다.
1473년에 딸을 프리드리히 3세의 아들 막시밀리안 1세에게 결혼시키려던 샤를의 무모한 계획과 함께 동맹의 약속을 가지는데 실패함으로서, 페르디난도 왕은 후안 2세 데 아라곤의 딸 후아나와 페데리코간의 혼인 가능성을 알아보았다. 그는 또한 페데리코의 본래 약혼 상대였던 비시냐노(Bisignano)의 군주 루카 산세베리노(Luca Sanseverino)의 딸과의 결혼 가능성을 키우기도 하였다.

### 용담공 샤를 궁정 시절
페르디난도 왕은 페데리코와 용담공 샤를의 딸 결혼 가능성을 촉진시키기로 결정했고 부르고뉴 공이 그 제안을 받아들일만한 가능성이 있던 필요한 것들을 찾아보기도 하였다. 1474년 11월 26일 포자에서 페르디난도 왕은 카파초(Capaccio)의 주교 프란체스코 베르티니(Francesco Bertini)를 부르고뉴 궁전 대사로 보내, 협상 활동에 전력을 가하였다. 11월 28일, 칼라브리아 공작 알폰소는 그의 아버지와 그의 형제인 카파초 주교가 협상을 위해 그를 대사로 임명하는 걸 받아들였다.
페데리코는 거대한 규모의 수행단을 이끌고 1474년 10월 26일에 나폴리를 떠나 이탈리아의 많은 곳들을 방문했고, 디종에 갈 기회를 기다리고 있었다. 그는 로마, 우르비노를 방문했고, 페라라에서 처남인 에르콜레 데스테를 만났다. 1475년 1월 5일, 부첸타우레(Bucentaure)에서 베네치아 대표단이 환대받고 있었던 동안에, 400여명의 수행원들과 그는 베네치아의 도제 피에트로 모체니고의 정성을 들인 연회에서 환대받았다.
용담공 샤를의 궁전에 들어갈 기회는 1월 30일 샤를과 갈레아초 마리아 스포르차 사이의 군사 협정 조인에서 제공되었다. 2월 초 그는 검술과 궁술 사범을 맡아 밀라노를 떠나 부르고뉴와 밀라노 사이의 동맹을 깨게한 주 원인자였던 욜랑드 드 프랑스(Yolande de France)가 있던 토리노로 향했다. 그는 샤를이 노이스를 공략하던 2월이 끝날 무렵에 브장송에 머물렀다.

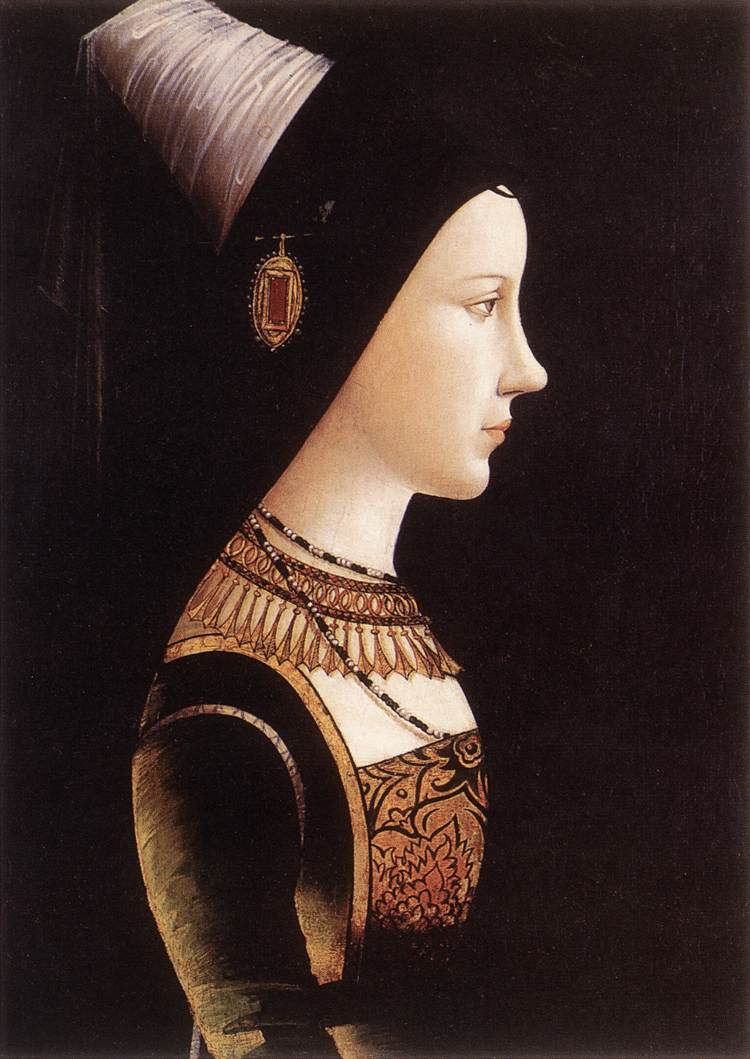
미하엘 파허가 1500년 경에 그린 마리 드 부르고뉴의 초상화

부르고뉴 공국의 고문 기 드 브리뫼(Guy de Brimeu)가 가져온 새로운 결혼 소식에 대해서 특히 이탈리아 궁정들 사이에 소식이 빠르게 퍼져나갔다. 페르디난도는 결혼 계획이 변동이 심하며, 정치적 불확실성과 문제가 될 수 있다는 것을 알고 있었다. 그리고 그것은 부르고뉴의 궁정에서처럼 더욱 사실이었다. 그는 아들에게 두 가지 중대한 과업을 털어놓았는데, 첫째는 용담골 샤를에게 그가 창단한 에르민 기사단의 목걸이를 건내주는 것과 황금양모 기사단에 입단하는 것이였고, 두 번째는 샤를의 수행단 중에 한 명인 앙주의 르네를 섬겼었고 피에몬테, 롬바르디아, 에밀리아에서 소집된 용병들을 이끌고 부르고뉴군에서 복무하던 칼라브리아의 장과도 연이 있던 옛 페르디난도의 가신인 캄포바소 백작 니콜라 디 몬포르테 피에트라발레(Nicola di Monforte Pietravalle)를 대체하는 것이였다.
페데리코가 부르고뉴 궁정에 도착하는 동안, 용담골 샤를의 배다른 형제 앙투안 드 부르고뉴(Antoine de Bourgogne)가 그의 아들 필리프, 레오넬로 데스테의 사생아인 프랑수아 데스테(François d'Este) 그리고 기욤 드 로슈포르(Guillaume de Rochefort)와 100여명의 인물들과 함께 페르디난도 왕에게 용담공 샤를의 요청으로 1473년 발렝시엔의 교구단으로 인정받은 황금 양모 기사단의 훈장을 받기 위해 나폴리로 출발하였다. 2월 15일 메헬렌 인근에 도착할때, 앙투안 드 부르고뉴는 욜랑드 공작부인의 영지인 몬칼리에리(Moncalieri)에서 3월 4일에서 6일까지 머물렀다. 그는 샹베리 지역에서 페데리코를 만났을 것이다.
앙투안 드 부르고뉴는 1475년 3월 9일에서 3월 16일까지 밀라노 궁정에서 환대를 받았고, 그후 나폴리로 향하여 4월 15일 칼라브리아 공작 알폰소로부터 환영을 받았다. 4월 20일, 페르디난도 왕은 황금양모기사단원으로서 인정받았고 기사단의 규정을 따를것을 선서했다. 부르고뉴 대사의 도착은 마상 시합이 포함한 거대한 행사가 되었다.

### 루이 11세 궁정 시절
1478년 9월 11일에 그는 아메데오 9세 디 사보이아와 욜랑드 드 프랑스의 딸 안나와 혼인했다. 그는 젊은 아내와 함께 아내의 외삼촌인 루이 11세의 궁정에서 지냈다. 1480년에 아내가 사망 후 그는 나폴리로 돌아갔다.
1485년, 페데리코는 스퀼라체 대공 작위를 받게되었고, 아버지가 시킨 몇 가지 외교적 임무에 보내졌다.

### 나폴리 군주 시절

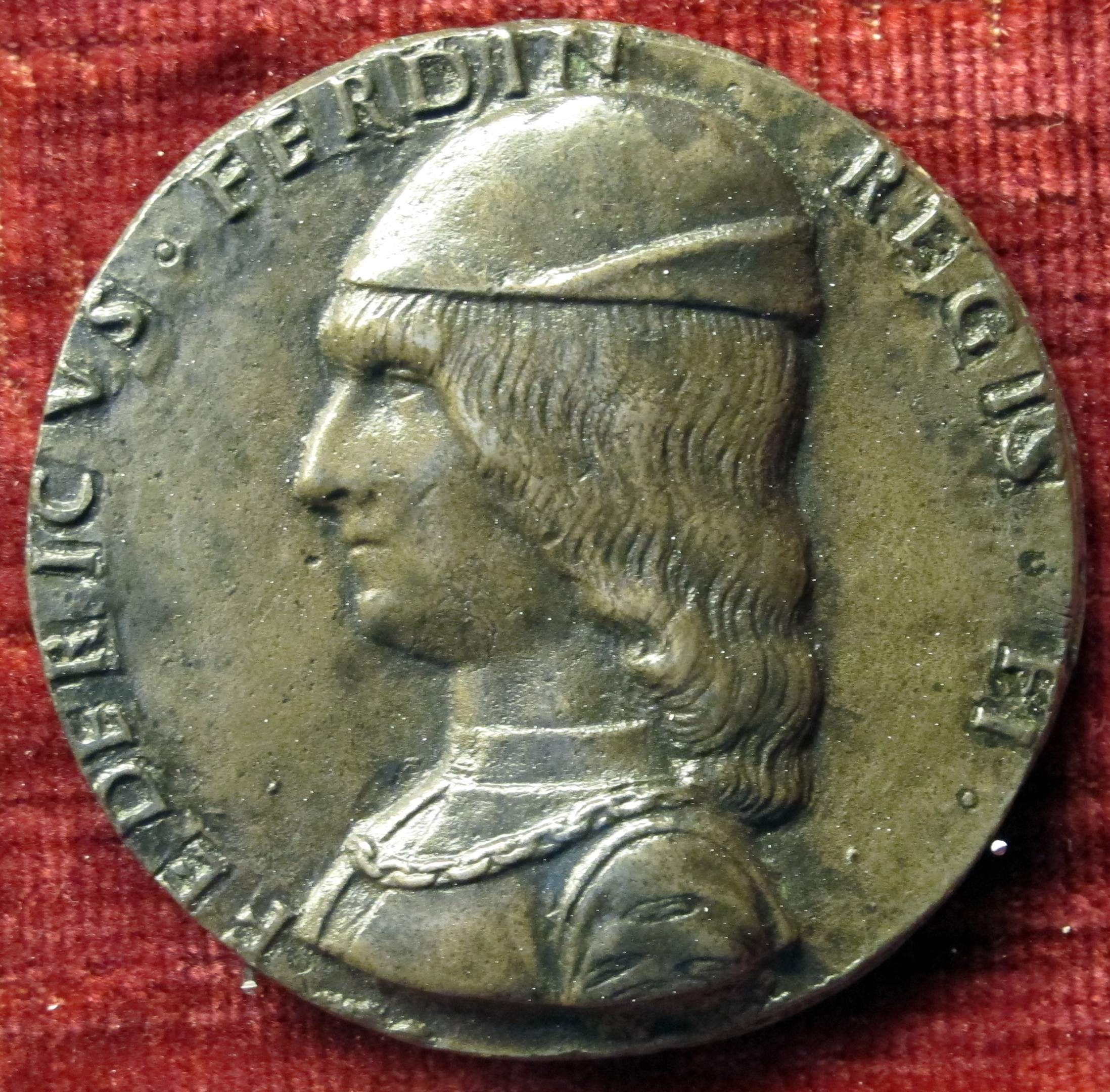
페데리코의 얼굴이 새겨진 주화

그는 조카에게서 왕위를 계승했고 곧 루이 11세의 후임자인 샤를 8세의 나폴리 왕위 주장권에 맞서 싸워야했었다. 그는 1497년 6월 26일 왕위에 올랐다. 루이 12세는 나폴리에 대한 주장권을 가지고, 1499년에 1501년까지 나폴리 정복을 시작하였다. 페데리코는 프랑스를 격퇴시키기 위해 친척인 아라곤의 군주 페르난도 2세에게 도움을 청할 수 밖에 없었고, 페르난도는 루이 12세를 몰아낸 후, 나폴리 왕국을 차지하였다. 그의 영토를 상실한 후, 페데리코는 프랑스 왕에게 자비를 애원하게 되었고, 그는 앙주 공국의 3만 파운드의 연금을 받게 되었다.

### 나폴리 상실 후
루이 12세와 페르난도 2세 그리고 카스티야의 이사벨 여왕의 대표단이 1500년 11월 11일에 비밀 조약을 체결하였다. 프랑스와 아라곤의 군주들은 나폴리 왕국을 침략하고 이를 정복한 뒤 분할하기로 합의를 하였다. 루이 12세는 나폴리, 라보로, 아브루초 지역과 예루살렘, 나폴리 군주 작위를 갖기로 한 반면, 페르난도 2세는 풀리아와 칼라브리아 공작이 되기로 했었다. 각 두 군주는 교황 알렉산데르 6세에게서 이 지역을 얻게 되었을 경우에 대한 공개적인 지지를 구했다.
말라가에서 페르난도 2세는 곤살로 데 코르도바가 이끄는 1,200마리의 말과 8,000명의 보병들을 수송시킬 수송선들을 무장시켰다. 이 군대는 튀르크에 맞서는 전투에 베네치아를 지원하기 위해 보내졌다가, 1500년-1501년 쯤에 시칠리아에서 작전을 수행하고 귀환했다. 프랑스와 아라곤군은 1501년에 나폴리를 점령했다.

## 사망
페데리코는 1504년 투르에서 사망했다.

## 혼인과 자녀
페데리코는 두 차례 혼인을 했다. 그의 첫 번째 부인은 아메데오 9세 디 사보이아와 샤를 7세의 딸인 욜랑드 드 프랑스의 딸 안나였고 1478년 9월 11일 밀라노에서 혼인을 맺었다. 그의 둘째 부인은 이사벨라 델 발초다. 안나와의 사이에서 카를로타라는 딸을 가졌고; 또한 이사벨라와의 혼인에서 5명의 자녀를 가졌다.
- 카를로타 : 라발 백작 기(Guy) 16세와 혼인했다[8]
- 칼라브리아 공작 페르디난도 (1488년 9월 15일 – 1550년) : 제르멘 드 푸아(그녀에게서는 세 번째 혼인)와 초혼을 하였고 멘도사 여후작 멘치아와 재혼했다.
- 줄리아 (1492년 – 1542년 3월 10일) : 조반니 조르조 델 몬페라토와 혼인
- 알폰소(Alfonso, 1499년–1515년)
- 이사벨라(Isabella, 1500년-1550년)
- 카에사르(Caesar, 150년1–1501년/03년)